# Microsteira axillaris
Microsteira axillaris är en tvåhjärtbladig växtart som först beskrevs av Baron, och fick sitt nu gällande namn av Franz Josef Niedenzu. Microsteira axillaris ingår i släktet Microsteira och familjen Malpighiaceae. Inga underarter finns listade i Catalogue of Life.